# سليمان مازادو
سليمان مازادو (بالفرنسية: Sulliman Mazadou)‏ (11 أبريل 1985 النيجر - ) هو لاعب كرة قدم نيجري، يلعب كمدافع، شارك في كأس الأمم الأفريقية 2012.

## روابط خارجية
- سليمان مازادو على موقع قاعدة بيانات كرة القدم.إي يو (الإنجليزية)
- سليمان مازادو على موقع ناشيونال فوتبول تيمز (الإنجليزية)
- سليمان مازادو على موقع Soccerway.com (الإنجليزية)